# フランキー・G
フランキー・G（Franky G, 1965年10月30日 - ）は、アメリカ合衆国出身の俳優である。

## 出演作品

### テレビ
- CSI:マイアミ

### 映画
- デビル・ハザード
- ソウ3（ザヴィエル）
- ソウ2（ザヴィエル）
- ワンダーランド
- コンフィデンス（ルーパス）
- ミニミニ大作戦（レンチ）